# 亞歷山大·涅夫斯基 (電影)
《亞歷山大·涅夫斯基》（Александр Невский）是1938年一部蘇聯歷史電影，由谢尔盖·爱森斯坦、德米特里·瓦西里耶夫所共同執導。描述13世紀神聖羅馬帝國條頓騎士團企圖入侵諾夫哥羅德，最後遭到亞歷山大·涅夫斯基（1220年至1263年）所擊潰。
愛森斯坦和德米特里·瓦西里耶夫合作製作這部電影，並與彼得·帕夫连科合作完成劇本，音樂由謝爾蓋·謝爾蓋耶維奇·普羅科菲耶夫完成，《亞歷山大·涅夫斯基》是愛森斯坦最受歡迎的有聲電影。1941年，愛森斯坦與帕夫连科、切爾卡索夫和阿布里科索夫因此獲得斯大林獎。
1978年，根據義大利出版社Arnoldo Mondadori Editore進行的一項民意調查，《亞歷山大·涅夫斯基》被納入史上最佳100部電影之一。

## 外部連結
- AllMovie上《亞歷山大·涅夫斯基》的资料（英文）
- 爛番茄上《亞歷山大·涅夫斯基》的資料（英文）
- 互联网电影数据库（IMDb）上《亞歷山大·涅夫斯基》的资料（英文）